# László Rajk

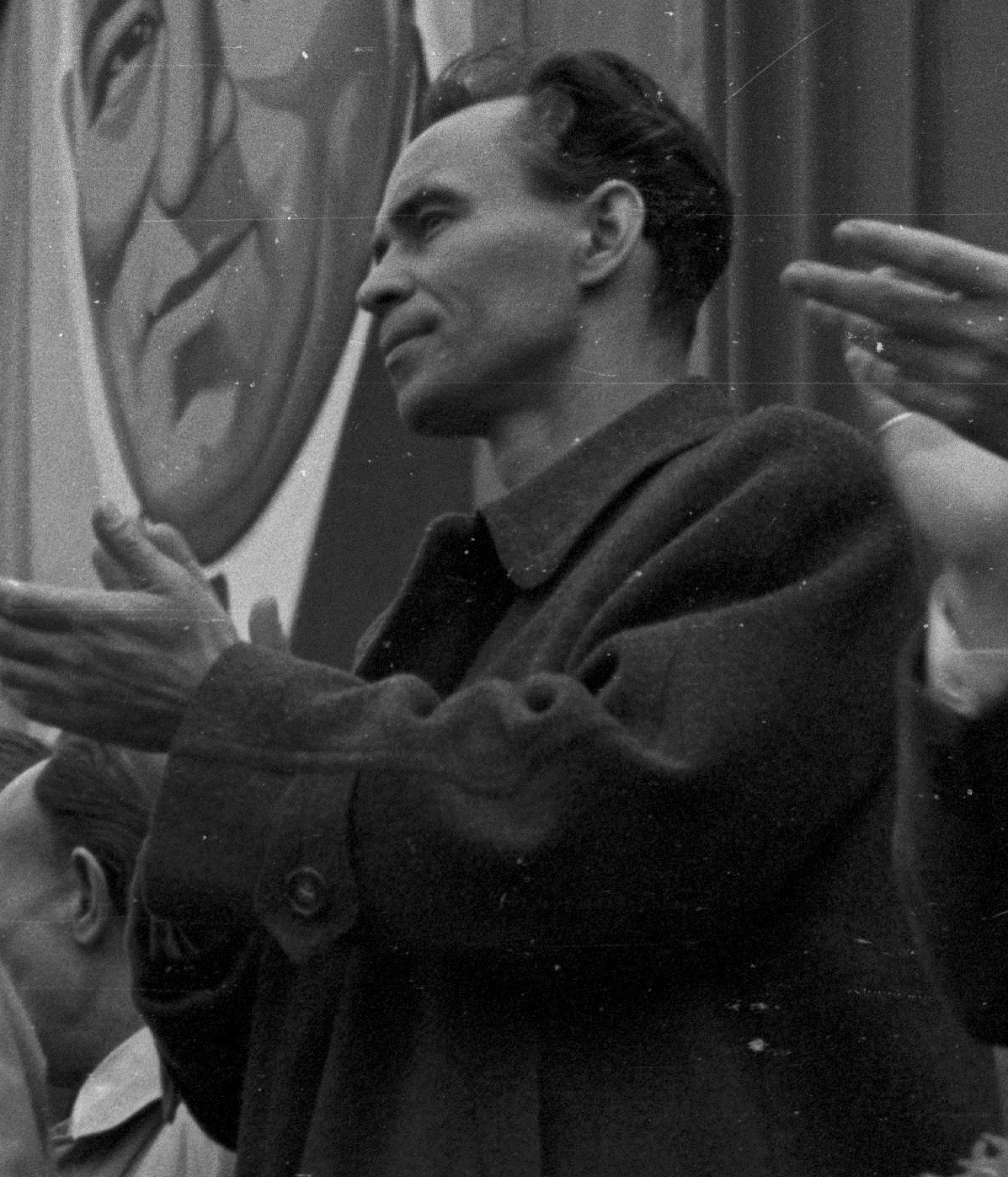
László Rajk

László Rajk (Hongaars: /laːzloː ɾɒjk/) (Székelyudvarhely, 8 mei 1909 – Boedapest, 15 oktober 1949) was een Hongaars politicus en een van de bekendste slachtoffers van de zogenaamde "anti-titoïstische" zuiveringen van eind jaren veertig in Oost-Europa. Hij werd met zeven andere “samenzweerders” gearresteerd. Hij werd zwaar gemarteld en “bekende” tijdens het proces dat hij met de Amerikaanse spionagechef Allan Welsh Dulles geprobeerd had om in Hongarije een bloeddorstige dictatuur met een fascistisch patroon te vestigen. 

## Jeugd
Rajk was de zoon van een eigenaar van een schoenenwinkel. Rajk studeerde Hongaars en Frans aan de Universiteit van Boedapest, maar omdat hij lid was van de Hongaarse Communistische Partij (MKP), werd hij geschorst. Tot in 1936 werkt hij als arbeider in de bouw. 

## Loopbaan
In 1936 sloot Rajk zich aan bij de Internationale Brigades die vechten in de Spaanse Burgeroorlog. Na de overwinning van Francisco Franco kwam hij in een Franse gevangenis terecht. In 1941 keerde hij terug naar Hongarije, waar hij secretaris van het Centraal Comité van de (ondergrondse) MKP werd. In 1944 werd Rajk in hechtenis genomen door de fascistische Pijlkruisers. Na de bevrijding van Hongarije door het Rode Leger in 1945 kwam hij vrij. Rajk werd afgezet als secretaris en door Mátyás Rákosi opgevolgd. Hij werd echter wel in de regering opgenomen als minister van Binnenlandse Zaken. Als chef van de politie was hij in 1947 verantwoordelijk voor de arrestatie van oppositieleden.
In 1948 werd Rajk minister van Buitenlandse Zaken. In een politiestaat betekent dit een ernstige degradatie. Hij werd opgeroepen naar Moskou om zijn “nationale” aanpak van het communisme te verdedigen. Hij was hier niet succesvol in en verloor het vertrouwen van zijn superieuren.

## Proces
Rajk raakte al snel in conflict met partijleider Mátyás Rákosi over diens stalinistische beleid. In september 1949 werd Rajk gearresteerd en ervan beschuldigd een spion te zijn geweest van het vooroorlogse Hongaarse bewind, de Amerikaanse, Britse en Joegoslavische geheime diensten. De ernstigste beschuldiging was echter dat hij een titoïst was. Michael Karolyi beschrijft in zijn Memoirs dat Rajk het communisme benaderde op een meer romantische en idealistische wijze. Hij geloofde dat het moreel en humaan aspect van groot belang was. Hij schreef ook dat Rajk een man was die zonder ambitie en ijdelheid een soldaat wou zijn, geen generaal. Het was zijn gehoorzaamheid en fanatisme die van hem een ideale rolspeler maakten op zijn showproces. In de ogen van zijn superieuren was hij in de fout gegaan, maar toch hadden ze voldoende vertrouwen in zijn communistische overtuigingen om hem in de rechtbank te laten verschijnen op zijn eigen showproces. Rajk heeft ook geen enkele van zijn “bekentenissen” op zijn proces ingetrokken, integendeel. Hij werd berecht, schuldig bevonden en op 15 oktober 1949 geëxecuteerd.
In essentie had het proces van Rajk niets met Rajk zelf te maken. In die tijd was de schok van Tito’s breuk groot en werd dit beschouwd als een ernstige bedreiging voor het communisme. Men moest maatregelen nemen tegen eender wie die zijn “eigen weg” binnen het socialisme zocht.  Het proces van Rajk was het proces van Tito. De bedoeling was om Tito en de Joegoslavische communisten zwart te maken. 

## Rehabilitatie
In maart 1956 werd Rajk gerehabiliteerd en op 6 oktober van dat jaar, aan de vooravond van de Hongaarse Opstand werd hij in Boedapest herbegraven.
Deze herziening van het vonnis moet gezien worden in de context van de toenmalige relaties tussen de orthodoxe Communistische staten en Joegoslavië. De dood van Jozef Stalin speelde hierin een grote rol. In hun afscheiding van het Stalinisme waren de communistische partijen bepaalde trekken van het verleden aan het verlaten. In hun zoektocht naar respect tussen vrienden en vijanden, speelde de herziening van sommige vonnissen ( waaronder Rajk) een grote rol.  Leden van de partij konden immers na hun dood nog nuttig zijn. De bedoeling van deze amnestie voor de “verraders” zou ten goede komen van de communistische partij, die op dat moment de relatie met Joegoslavië wilde verbeteren. Deze vormde in 1956 een grote oppositie. De dood van Stalin was een goede opportuniteit om via een nieuwe weg Joegoslavië terug in Sovjethanden te krijgen. Het is daarom ook interessant om op te merken dat de personen die Rajk een spion hadden genoemd, dezelfde waren die hem nu onschuldig noemden. 
Zijn weduwe Julia Rajk (1914-1981) speelde een vooraanstaande rol tijdens de Hongaarse Opstand. Zijn zoon László Rajk Jr. (1949-2019) was in de jaren tachtig een bekende dissident.